# Comté d'Ontario (New York)
Pour les articles homonymes, voir Comté d'Ontario.
Le comté d'Ontario (en anglais : Ontario County) est l'un des 62 comtés de l'État de New York, aux États-Unis. Le siège du comté est Canandaigua.

## Population
| Groupe                           | Comté d'Ontario | New York | États-Unis |
| -------------------------------- | --------------- | -------- | ---------- |
| Blancs                           | 93,7            | 66,8     | 72,4       |
| Afro-Américains                  | 2,3             | 15,9     | 12,6       |
| Métis                            | 1,7             | 3,0      | 2,9        |
| Asiatiques                       | 1,0             | 7,3      | 4,8        |
| Autres                           | 1,0             | 7,5      | 6,4        |
| Amérindiens                      | 0,3             | 0,6      | 0,9        |
| Total                            | 100             | 100      | 100        |
|                                  |                 |          |            |
| Hispaniques et Latino-Américains | 3,4             | 17,6     | 16,7       |